# Grand Prix automobile d'Allemagne 1979
Résultats du Grand Prix d'Allemagne de Formule 1 1979 qui a eu lieu sur le circuit d'Hockenheim le 29 juillet 1979.

## Classement
| Pos  | N° | Pilote                | Écurie             | Tours | Temps/Abandon      | Grille | Points |
| ---- | -- | --------------------- | ------------------ | ----- | ------------------ | ------ | ------ |
| 1    | 27 | Alan Jones            | Williams-Ford      | 45    | 1 h 24 min 48 s 83 | 2      | 9      |
| 2    | 28 | Clay Regazzoni        | Williams-Ford      | 45    | +2 s 91            | 6      | 6      |
| 3    | 26 | Jacques Laffite       | Ligier-Ford        | 45    | +18 s 39           | 3      | 4      |
| 4    | 11 | Jody Scheckter        | Ferrari            | 45    | +31 s 20           | 5      | 3      |
| 5    | 7  | John Watson           | McLaren-Ford       | 45    | +1 min 37 s 80     | 12     | 2      |
| 6    | 30 | Jochen Mass           | Arrows-Ford        | 44    | +1 tour            | 18     | 1      |
| 7    | 4  | Geoff Lees            | Tyrrell-Ford       | 44    | +1 tour            | 16     |        |
| 8    | 12 | Gilles Villeneuve     | Ferrari            | 44    | +1 tour            | 9      |        |
| 9    | 3  | Didier Pironi         | Tyrrell-Ford       | 44    | +1 tour            | 8      |        |
| 10   | 17 | Jan Lammers           | Shadow-Ford        | 44    | +1 tour            | 20     |        |
| 11   | 18 | Elio De Angelis       | Shadow-Ford        | 43    | +2 tours           | 21     |        |
| 12   | 6  | Nelson Piquet         | Brabham-Alfa Romeo | 42    | Moteur             | 4      |        |
| Abd. | 29 | Riccardo Patrese      | Arrows-Ford        | 34    | Pneumatique        | 19     |        |
| Abd. | 8  | Patrick Tambay        | McLaren-Ford       | 30    | Suspension         | 15     |        |
| Abd. | 20 | Keke Rosberg          | Wolf-Ford          | 29    | Moteur             | 17     |        |
| Abd. | 5  | Niki Lauda            | Brabham-Alfa Romeo | 27    | Moteur             | 7      |        |
| Abd. | 25 | Jacky Ickx            | Ligier-Ford        | 24    | Pneumatique        | 14     |        |
| Abd. | 31 | Héctor Rebaque        | Lotus-Ford         | 22    | Tenue de route     | 24     |        |
| Abd. | 1  | Mario Andretti        | Team Lotus-Ford    | 16    | Transmission       | 11     |        |
| Abd. | 16 | René Arnoux           | Renault            | 9     | Pneumatique        | 10     |        |
| Abd. | 15 | Jean-Pierre Jabouille | Renault            | 7     | Sortie de piste    | 1      |        |
| Abd. | 14 | Emerson Fittipaldi    | Fittipaldi-Ford    | 4     | Panne électrique   | 22     |        |
| Abd. | 2  | Carlos Reutemann      | Lotus-Ford         | 1     | Accident           | 13     |        |
| Abd. | 9  | Hans-Joachim Stuck    | ATS-Ford           | 0     | Suspension         | 23     |        |
| Nq.  | 22 | Patrick Gaillard      | Ensign-Ford        |       | Non qualifié       |        |        |
| Nq.  | 24 | Arturo Merzario       | Merzario-Ford      |       | Non qualifié       |        |        |

Légende :
- Abd.=Abandon.

## Pole position et record du tour
- Pole position : Jean-Pierre Jabouille en 1 min 48 s 48 (vitesse moyenne : 225,299 km/h).
- Tour le plus rapide : Gilles Villeneuve en 1 min 51 s 89 au 40e tour (vitesse moyenne : 218,432 km/h).

## Tours en tête
- Alan Jones : 45 (1-45)

## À noter
- 2e victoire pour Alan Jones.
- 2e victoire pour Williams en tant que constructeur.
- 122e victoire pour Ford Cosworth en tant que motoriste.